# 히스토리에
《히스토리에》(ヒストリエ, Historie)는 이와아키 히토시가 창작한 만화이다. 마케도니아 왕국의 장군이자 사서인 에우메네스의 일대기를 다루고 있다. 2004년부터 고단샤의 만화 잡지 《월간 애프터눈(月刊アフタヌーン)》에서 연재되고 있다. 한국어판은 서울문화사에서 발행되고 있다.

## 줄거리
이야기는 주인공 에우메네스가 그리스의 도시 카르디아로 돌아오면서 시작된다. 에우메네스는 불타버린 옛집에서 과거를 회상하고, 에우메네스가 카르디아를 떠난 이유와 다시 돌아오는 과정이 설명된다. 에우메네스는 카르디아에 만난 어떤 상인과 함께 마케도니아로 떠난다.

## 등장 인물

### 카르디아
- 에우메네스 (주인공)

본 작품의 주인공. 본래는 스키타이인 출신으로 카르디아(한글 번역판에서는 칼데아로 잘못 표기)의 히에로뉴모스가에서 유년기를 보내게 된다. 스키타이 노예 탈주 사건을 계기로 본래 신분이 드러났고, 노예 신분으로 팔려가면서 고향을 떠나게 된다. 이후 자유민 신분을 되찾고 청년으로 성장하여 고향에 찾아가던 에우메네스는 그 과정에서 우연히 아리스토텔레스의 망명을 돕게 되는 등 일련의 사건에서 보이는 빠른 상황 판단과 유연한 대처로 마케도니아 왕 필리포스의 눈에 들게 되고, 그에게 고용되어 마케도니아의 서기관으로 일하게 된다. 두뇌 회전이 빠르고 말주변과 배짱이 좋으며 체술과 검술 역시 뛰어나다.
- 히에로뉴모스(父)

카르디아의 유력자. 스키타이인 등 이방인을 사냥하여 노예로 삼고 시에 팔아넘기는 방식으로 재산을 모아 오던 중 만나게 된 어린 에우메네스에게 깊은 인상을 받고 그를 아들로 삼는다.
- 히에로뉴모스(子)

히에로뉴모스가의 장남. 동생인 에우메네스와 비교당하여 그를 질투하고 이후 노예로 팔려가는 그를 무시하기도 하며 청년 시절에는 헤카타이오스에게 얹혀 살고 있는 등 여러 모로 미덥지 못한 모습을 보이나, 이후 에우메네스의 유년기에 대한 기록을 남기기도 한다. 실제 역사에서는 디아도코이 전쟁에서 안티고노스 1세와 에우메네스간의 사자로 일하며 그 시절의 기록을 남긴 사학자로 기록되어 있다.
- 헤카타이오스

히에로뉴모스가의 측근이었으나 트라쿠스 탈주 사건을 틈타 그를 암살, 이후 카르디아의 실질적인 권력자로 부상하게 된다. 실제 역사에서는 마케도니아와의 동맹을 성립시킨 카르디아의 참주이자 에우메네스와는 적대 관계였던 인물로 기록되어 있다.
- 트라쿠스

스키타이인. 고리대금업자 테오게이톤의 노예로 심한 학대를 받았다. 손과 발에 묶인 족쇄를 풀던 날 주인 일가를 참살하고 탈주를 시도, 에우메네스가 노예로 팔려가는 계기를 제공하게 된다. 검술의 달인.

### 마케도니아

#### 왕가
- 필리포스 2세

기원전 359년부터 마케도니아 왕국을 지배한 왕. 팔랑크스와 사리사를 도입하는 등 혁신적인 제도, 기술의 도입으로 마케도니아의 군사력을 크게 강화하였다. 카르디아에서 만난 에우메네스를 눈여겨보고 그를 등용한다.
- 알렉산드로스 3세 (알렉산더 대왕)

필리포스 2세와 올림피아스 사이에서 태어난 왕자로 후일 알렉산더 대왕이 되는 인물. 수려한 외모와 명석한 두뇌, 발군의 신체 능력을 지녔다. 왼쪽 미간에 새겨진 뱀 형태의 문양은 모친인 올림피아스의 소행으로 추정. 양 눈의 색이 다르다.
- 올림피아스

필리포스 2세의 제4 왕비이자 알렉산드로스 3세의 모친. 뱀에 집착하고 있다.
- 아리다이오스

필리포스 2세와 제3 왕비 필리나 사이에서 태어난 왕자. 정신박약으로 인해 지능이 낮고 둔한 모습을 보인다. 알렉산드로스를 두려워하고 있다. 알렉산더 대왕의 사후 필리포스 3세가 된다. (실제 역사에서는 플루타르코스는 올림피아스의 독살 실패로 지능에 문제가 생겼다고 말하지만, 진위여부는 의심을 받는다.)

#### 신하
- 파르메니온

마케도니아의 군 사령관으로 필리포스 2세의 왼팔. 귀족만으로 구성된 장교들의 정상에 선 인물로 안티파트로스와 더불어 마케도니아의 2대 권력자 중 한 명이다.
- 안티파트로스

파르메니온과 더불어 절대적인 권세를 누리고 있는 마케도니아의 원로. 정치가로서 내무, 외교에 수완을 발휘하고 있다.
- 메난드로스

에우메네스보다 월등히 뛰어난 검술을 지니고 있는 마케도니아의 장교. 잠행 중인 주군 필리포스 2세에게 허물없이 농담을 건네는 등의 가벼운 모습을 보이나 실제로는 규범과 체제를 중시하는 깐깐한 성격이기도 하다. 사람은 좋지만 눈치가 조금 없는 편.

#### 미에자 출신
미에자는 필리포스 2세가 왕자 알렉산더의 고등교육을 위해 운영한 아카데미가 있는 지역이다. 님프의 신전을 개조해 교실로 제공하고, 아리스토텔레스를 초빙해 가르쳤다. 또한 알렉산더와 친분이 있던 친구들도 함께 가르쳤는데 이들은 알렉산더의 사후 디아도코이가 되며, 일부는 왕조를 일으킨다.
- 헤파이스티온

알렉산드로스의 또 다른 이중인격 자아. (실제 역사에서는 알렉산더의 가장 친한 친구로 실제로 더 훤칠하고, 풍채도 당당했다. 포로로 잡힌 페르시아 제국 다리우스 3세의 어머니 시시감비스가 그를 대왕으로 착각하고 무릎을 꿇자, “괜찮소! 이 사람도 또 다른 나니까”라고 할 정도로 친했다. 알렉산드로스보다 먼저 죽었고, 알렉산더를 정신적 공황 상태까지 몰고갔다.)
- 페르디카스

마케도니아의 젊은 장교로 미에자의 유학생. 전술에 관련된 과목에서 프톨레마이오스와 함께 실전 경험을 바탕으로 한 지식을 피로하기도 한다.
- 필로타스

파르메니온의 아들로 미에자의 유학생. 지기 싫어하는 성격.
- 카산드로스

안티파트로스의 아들로 미에자의 유학생. 말수가 적고 무엇을 생각하는지 알 수 없는 성격.
- 레온나토스

마케도니아의 젊은 장교로 미에자의 유학생. 경박한 인상과는 달리 의리있는 성격으로 운동이 특기이다.
- 네아르코스

에우메네스와 함께 메난드로스에게서 승마를 배우는 장교 후보생으로 미에자의 유학생. 에우메네스의 출신에 대해 들었을 때에도 전혀 동요하지 않고 평소와 다름없이 대하는 모습을 보인다. 밝고 긍정적인 성격으로, 그 성실함으로 인해 이후 '누구보다도 신뢰할 수 있는 남자'라는 평가를 얻게 된다. 해양 무역업을 하고 있는 부친의 덕택인지 배와 바다에 대해 해박한 지식을 가지고 있다.

## 만화

### 일본어판
- ヒストリエ 01권 ISBN 978-4063143584 2004년 10월 22일
- ヒストリエ 02권 ISBN 978-4063143591 2004년 10월 22일
- ヒストリエ 03권 ISBN 978-4063143959 2005년 11월 22일
- ヒストリエ 04권 ISBN 978-4063144604
- ヒストリエ 05권 ISBN 978-4063145496
- ヒストリエ 06권 ISBN 978-4063106626
- ヒストリエ 07권 ISBN 978-4063107876 2011년 11월 18일
- ヒストリエ 08권 ISBN 978-4063878967 2013년 8월 23일
- ヒストリエ 09권 ISBN 978-4063882100 2015년 5월 22일
- ヒストリエ 10권 ISBN 978-4063879131 2017년 3월 23일

### 한국어판
- 히스토리에 1권 ISBN 89-263-0304-7
- 히스토리에 2권 ISBN 89-263-0323-3
- 히스토리에 3권 ISBN 89-532-7028-6
- 히스토리에 4권 ISBN 89-532-8193-8
- 히스토리에 5권 ISBN 89-263-0269-5
- 히스토리에 6권 ISBN 89-263-1448-0
- 히스토리에 7권 ISBN 89-263-2919-1 {{isbn}}의 변수 오류: 유효하지 않은 ISBN.
- 히스토리에 8권 ISBN 9788926337295
- 히스토리에 9권 ISBN 9788926348017
- 히스토리에10권 ISBN 9788926362112
- 히스톨리에11권 ISBN 9791165017354